# Agathias Scholastikos
Agathias (Oudgrieks: Ἀγαθίας σχολαστικός) (536 - 582), bijgenaamd Scholasticus / Σχολαστικός (d.i. advocaat), was een Byzantijnse jurist en schrijver.
Hij werd geboren te Myrina in de Aeolis (d.i. het noordelijke deel van de westkust van Klein-Azië), studeerde rechtsgeleerdheid in Alexandrië en oefende een rechtspraktijk uit in Constantinopel tot aan zijn dood.
Het meest is hij bekend om zijn verzameling epigrammen, waarop de Anthologia Palatina in grote mate is gebaseerd. Buiten zijn voorwoord (Anth. Pal. IV, 3) bevat de Anthologia Palatina nog een honderdtal epigrammen van zijn hand, meestal elegant geschreven, maar vrij levenloze bewerkingen van alexandrijnse taal en thematiek.
Agathias schreef ook een historisch werk over de regering van keizer Justinianus, bedoeld als vervolg op Procopius. Het werk bestrijkt de jaren tussen 552 en 558, en is tegelijk romantisch en poëtisch van toon. Deze Historiën, gemodelleerd naar Thucydides, zijn de enige bron over de sluiting van de Platoonse Academie en de vlucht van de filosofen naar Perzië.
- Bibsys: 95005628
- Biblioteca Nacional de Chile: 000252836
- Biblioteca Nacional de España: XX821474
- Bibliothèque nationale de France: cb12183504r (data)
- CiNii: DA07488948
- Gemeinsame Normdatei: 118647237
- International Standard Name Identifier: 0000 0001 1578 8556
- Library of Congress Control Number: n50043676
- Nationale Bibliotheek van Tsjechië: jo2002160382
- Nationale bibliotheek van Australië: 35685249
- Nationale Bibliotheek van Israël: 987007379036705171
- Nationale Bibliotheek van Polen: a0000002430126
- Nationale en Universitaire bibliotheek Zagreb: 000114792
- Nederlandse Thesaurus van Auteursnamen: 068863098
- Réseau des bibliothèques de Suisse occidentale: 02-A000004095
- Istituto Centrale per il Catalogo Unico: SBLV053238
- LIBRIS: 175957
- Système universitaire de documentation: 030417201
- Trove: 1041888
- Virtual International Authority File: 97611338

1. ↑  Nouveau Dictionnaire des auteurs de tous les temps et de tous les pays; pagina('s): 22; volume: 1.